# البطولة الأوروبية لرابطة لاعبي الجولف المحترفين
البطولة الأوروبية لرابطة لاعبي الجولف المحترفين PGA European Tour هي بطولة الجولف الاحترافية الرئيسية للرجال في أوروبا.  تدير المنظمة أيضًا البطولة الأوروبية لكبار السن (لللاعبين الذين تبلغ أعمارهم 50 عامًا أو أكبر) وبطولة التحدي التنموية؛ المستوى الثاني من لعبة الجولف الاحترافية للرجال في أوروبا. يقع المقر الرئيسي للبطولة في نادي وينتورث في فيرجينيا ووتر في ساري في إنجلترا.
تم تأسيس البطولة الأوروبية من قبل رابطة لاعبي الغولف المحترفين ومقرها بريطانيا خلال السبعينيات، وتم نقل المسؤولية إلى منظمة بطولة رابطة لاعبي الجولف المحترفين الأوروبية المستقلة في عام 1984. 
البطولة الأوروبية هي منظمة يتحكم فيها لاعبو الجولف وهدفها الأساسي هو زيادة دخل لاعبي الجولف في البطولة. وهي شركة محدودة ويديرها طاقم عمل محترف ولكن يتم التحكم فيها من قبل أعضائها اللاعبين من خلال مجلس إدارة يتكون من 12 لاعبًا منتخبًا من اللاعبين السابقين والحاليين ولجنة البطولة المكونة من 14 لاعبًا حاليًا. ورئيس مجلس الإدارة هو ديفيد ويليامز الذي حل محل نيل كولز الذي شغل هذا المنصب لمدة 38 عامًا.  ورئيس لجنة البطولة هو توماس بيورن.